# Osbornellus arcus
Osbornellus arcus är en insektsart som beskrevs av Freytag 2008. Osbornellus arcus ingår i släktet Osbornellus och familjen dvärgstritar. Inga underarter finns listade i Catalogue of Life.